# Samarske stene
Samarske stene (hrvaško Samarske stijene, gorsko območje na Hrvaškem v središčnem delu v planinskega masiva Velike Kapele.
Samarske stene ležijo na območju Velike Kapele v bližini naselja Jasenak ter okoli 15 km jugozahodno od Mrkopalja, ki je tudi eno od izhodišč za obisk tega dela Velike Kapele. Najvišji vrh doseže višino 1294 m. Od Belih sten, ki ležijo zahodno, so ločene z dollino Crna Draga. Od Belih sten so oddaljene okoli 2,2 km. Samarske stene potekajo v smeri severozahod-jugovzhod, v dolžino merijo okoli 2,5 km. So težko prehoden labirint dvajsetih kamnitih skupin, ki štrlijo iz gozda. Grajene so iz jurskega apnenca, pokriva jih gozd, predvsem bukev, jelka in smreka. Tu uspevajo alpske rastline in živali. Bele in Samarske stene s skupno površino 1175,35 ha so bile leta 1985 razglašene za Strogi naravni rezervat. V bližini je neoskrbovano Ratkovo zavetišče.